# Can Garra
Can Garra és una masia de Tiana (Maresme) protegida com a bé cultural d'interès local.

## Descripció
És un edifici civil, molt deteriorat; es tracta d'una masia, situada al recinte de Can Roca, amb planta baixa i pis, coberta amb una teulada de dos vessants i carener perpendicular a la façana.
Al conjunt hi destaquen la porta adovellada amb arc de mig punt, decantada vers l'esquerra; les dues finestres del pis superior, emmarcades amb pedra així com els angles de l'edifici, fet amb carreus.
Cal fer notar l'existència d'una altra construcció situada al davant de la façana, més baixa, i coberta per només un vessant. Hi destaca una portalada adovellada en pedra, en forma d'arc escarser.